# Andrena taisetsusana
Andrena taisetsusana är en biart som beskrevs av Osamu Tadauchi och Hirashima 1987. Andrena taisetsusana ingår i släktet sandbin, och familjen grävbin. Inga underarter finns listade i Catalogue of Life.